# Universität Reggio Calabria
Die Universität „Mediterranea“ Reggio Calabria (italienisch: Università degli studi Mediterranea di Reggio Calabria, kurz UNIRC) ist eine staatliche Universität in der Stadt Reggio Calabria (Kalabrien) mit rund 5.000 Studierenden und ungefähr 515 Angestellten.

## Geschichte
Die Universität Reggio Calabria wurde am 17. Juni 1968 als Libero Istituto Universitario di Architettura mit damals 81 Architekturstudenten gegründet und ist seit 1982 eine anerkannte Universität. 1970 wurde der Löwenkopf einer antiken Geldmünze als das Symbol für die Universität Reggio Calabria gewählt.

## Fakultäten

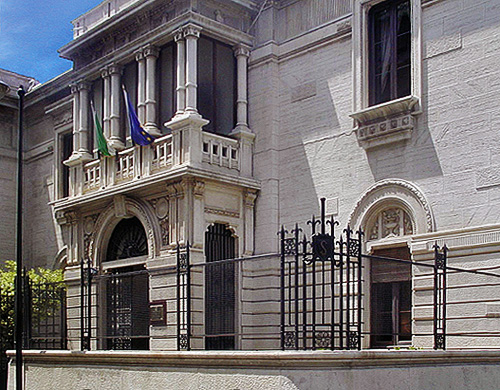
Der Palazzo Spinelli beherbergt heute das Rektorat der Universität

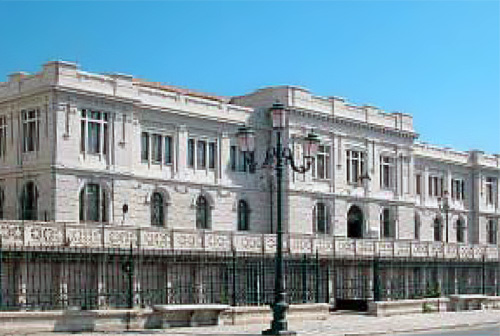
Der Palazzo Zani beherbergt heute die Fakultät für Rechtswissenschaften

Die Universität Reggio Calabria gliedert sich in sechs Fachbereiche:
- Dipartimento di Agraria - Agrarwissenschaften
- dArTe - Dipartimento Architettura e Territorio - Architektur  und Territorium
- PAU - Dipartimento Patrimonio, Architettura, Urbanistica - Kulturerbe, Architektur, Stadtplanung
- DiGiEs - Dipartimento di Giurisprudenza, Economia e Scienze Umane - Rechtswissenschaften, Wirtschaftswissenschaften, Geisteswissenschaften
- DICEAM - Dipartimento Ingegneria Civile, dell'Energia, dell'Ambiente e dei Materiali - Bau-, Energie-, Umwelt- und Werkstofftechnik
- DIIES - Dipartimento Ingegneria dell'Informazione, delle Infrastrutture e dell'Energia Sostenibile - Informationstechnik, Infrastrukturtechnik, Nachhaltige Energietechnik